# Epeolus fumipennis
Epeolus fumipennis är en biart som beskrevs av Thomas Say 1837. Epeolus fumipennis ingår i släktet filtbin, och familjen långtungebin. Inga underarter finns listade i Catalogue of Life.